# Notruf California/Episodenliste
Diese Episodenliste führt alle Episoden der US-amerikanischen Krankenhausserie Notruf California (Originaltitel: Emergency!, später auch: Emergency One) auf. Die von NBC ausgestrahlte Serie wurde von 1972 bis 1979 insgesamt 123 Episoden in sechs Staffeln und sechs Fernsehfilme in Länge von je zwei Stunden produziert. Die Erstausstrahlung fand vom 15. Januar 1972 bis zum 3. Juli 1979 statt.
Nach Deutschland kam die Serie erst in den 1990er Jahren durch RTL Television. Vom 1. Februar bis zum 11. Juni 1993 wurden montags bis freitags um 14.10 Uhr insgesamt 89 Episoden bis in Staffel 5 hinein gezeigt. Den Pilotfilm strahlte RTL in zwei Teilen zum Abschluss der Serie aus. Die im Original 50 Minuten langen Episoden wurde für die Ausstrahlung auf RTL auf 45 Minuten gekürzt.
Der Pilotfilm wurde am 15. Januar 1972 auf NBC erstausgestrahlt. Der zweistündige Film Emergency! wurde später auch unter dem Titel The Wedsworth-Townsend Act in zwei Teilen innerhalb der fünften Staffel am 27. Dezember 1975 und dem 3. Januar 1976 auf NBC ausgestrahlt. In einigen Folgen der Serie waren die Hauptdarsteller Randolph Mantooth und Kevin Tighe auch als Regisseur tätig. Innerhalb der zweiten Staffel wurde die Episode Richter Six produziert, die aber bis heute nicht ausgestrahlt wurde.

## Übersicht
| Staffel      | Episodenanzahl | Erstausstrahlung USA | Erstausstrahlung USA | Deutschsprachige Erstausstrahlung | Deutschsprachige Erstausstrahlung |
| Staffel      | Episodenanzahl | Staffelpremiere      | Staffelfinale        | Staffelpremiere                   | Staffelfinale                     |
| ------------ | -------------- | -------------------- | -------------------- | --------------------------------- | --------------------------------- |
| 1            | 12             | 15. Januar 1972      | 15. April 1972       | 1. Februar 1993                   | 11. Juni 1993                     |
| 2            | 21             | 16. September 1972   | 7. April 1973        | 16. Februar 1993                  | 16. März 1993                     |
| 3            | 22             | 22. September 1973   | 23. März 1974        | 17. März 1993                     | 19. April 1993                    |
| 4            | 22             | 14. September 1974   | 1. März 1975         | 20. April 1993                    | 19. Mai 1993                      |
| 5            | 22             | 13. September 1975   | 6. März 1976         | 21. Mai 1993                      | –                                 |
| 6            | 24             | 19. September 1976   | 28. Mai 1977         | –                                 | –                                 |
| Fernsehfilme | 6              | 7. Januar 1978       | 3. Juli 1979         | –                                 | –                                 |

## Staffel 1
| Nr. (ges.) | Nr. (St.) | Deutscher Titel                 | Originaltitel   | Erstausstrahlung USA | Deutschsprachige Erstausstrahlung (D) | Regie               | Drehbuch                         |
| ---------- | --------- | ------------------------------- | --------------- | -------------------- | ------------------------------------- | ------------------- | -------------------------------- |
| 1          | 1a        | Weg zum Erfolg (1)              | Emergency!      | 15. Jan. 1972        | 9. Juni 1993                          | Jack Webb           | Harold Jack Bloom, R. A. Cinader |
| 1          | 1b        | Weg zum Erfolg (2)              | Emergency!      | 15. Jan. 1972        | 11. Juni 1993                         | Jack Webb           | Harold Jack Bloom, R. A. Cinader |
| 2          | 2         | Hilfsbereit                     | Mascot          | 22. Jan. 1972        | 1. Feb. 1993                          | Lawrence Dobkin     | Preston Wood                     |
| 3          | 3         | Vertrauenssache                 | Botulism        | 29. Jan. 1972        | 11. Feb. 1993                         | Herschel Daugherty  | Michael Donovan                  |
| 4          | 4         | Menschenskinder                 | Cook's Tour     | 12. Feb. 1972        | 8. Feb. 1993                          | Christian Nyby      | Daryl Henry                      |
| 5          | 5         | Der Feuersturm                  | Brushfire       | 19. Feb. 1972        | 2. Feb. 1993                          | Hollingsworth Morse | Robert C. Dennis                 |
| 6          | 6         | Außer Kontrolle                 | Dealer's Wild   | 26. Feb. 1972        | 4. Feb. 1993                          | Lawrence Dobkin     | Carey Wilber                     |
| 7          | 7         | Gefährlicher Leichtsinn         | Nurse's Wild    | 4. März 1972         | 5. Feb. 1993                          | Herschel Daugherty  | Fred Freiberger                  |
| 8          | 8         | Der Presseheld                  | Publicity Hound | 11. März 1972        | 9. Feb. 1993                          | Christian Nyby      | Michael Donovan                  |
| 9          | 9         | Ein komischer Tag               | Weird Wednesday | 18. März 1972        | 12. Feb. 1993                         | Lawrence Dobkin     | Daryl Henry                      |
| 10         | 10        | Ein Unglück kommt selten allein | Dilemma         | 25. März 1972        | 15. Feb. 1993                         | Christian Nyby      | Michael Donovan                  |
| 11         | 11        | In der Klemme                   | Hang-Up         | 8. Apr. 1972         | 10. Feb. 1993                         | Lawrence Dobkin     | Preston Wood                     |
| 12         | 12        | Das Unfallrisiko                | Crash           | 15. Apr. 1972        | 3. Feb. 1993                          | Christian Nyby      | Gerald Sanford                   |

## Staffel 2
| Nr. (ges.) | Nr. (St.) | Deutscher Titel         | Originaltitel | Erstausstrahlung USA | Deutschsprachige Erstausstrahlung (D) | Regie                | Drehbuch        |
| ---------- | --------- | ----------------------- | ------------- | -------------------- | ------------------------------------- | -------------------- | --------------- |
| 13         | 1         | Auf eigene Faust        | Decision      | 16. Sep. 1972        | 16. Feb. 1993                         | Christian Nyby       | Preston Wood    |
| 14         | 2         | In Angst und Schrecken  | Kids          | 23. Sep. 1972        | 17. Feb. 1993                         | Georg Fenady         | Michael Donovan |
| 15         | 3         | Der alte Hase           | Show Biz      | 30. Sep. 1972        | 18. Feb. 1993                         | Sam C. Freedle       | Daryl Henry     |
| 16         | 4         | Tödlicher Virus         | Virus         | 7. Okt. 1972         | 19. Feb. 1993                         | Lawrence Dobkin      | Daryl Henry     |
| 17         | 5         | Grob fahrlässig         | Peace Pipe    | 14. Okt. 1972        | 22. Feb. 1993                         | Christian Nyby       | Michael Donovan |
| 18         | 6         | Explosiv                | Saddled       | 21. Okt. 1972        | 23. Feb. 1993                         | Georg Fenady         | Herb Purdum     |
| 19         | 7         | Übereifrig              | Fuzz Lady     | 4. Nov. 1972         | 24. Feb. 1993                         | Christian I. Nyby II | Michael Donovan |
| 20         | 8         | Der Einzelgänger        | Trainee       | 11. Nov. 1972        | 25. Feb. 1993                         | Dennis Donnelly      | Jim Owens       |
| 21         | 9         | Die Reportage           | Women         | 25. Nov. 1972        | 26. Feb. 1993                         | Georg Fenady         | Daryl Henry     |
| 22         | 10        | Der Schein trügt        | Dinner Date   | 2. Dez. 1972         | 1. März 1993                          | Dennis Donnelly      | Dick Morgan     |
| 23         | 11        | Schleichende Vergiftung | Musical Mania | 9. Dez. 1972         | 2. März 1993                          | Christian I. Nyby II | Kenneth Dorward |
| 24         | 12        | Streß                   | Helpful       | 16. Dez. 1972        | 3. März 1993                          | Lawrence Dobkin      | Preston Wood    |
| 25         | 13        | Gestoppt                | Drivers       | 6. Jan. 1973         | 4. März 1993                          | Samuel Freedle       | Jim Owens       |
| 26         | 14        | Die Bewährungsprobe     | School Days   | 13. Jan. 1973        | 5. März 1993                          | Christian Nyby       | Kenneth Dorward |
| 27         | 15        | In Bedrängnis           | The Professor | 3. Feb. 1973         | 8. März 1993                          | Christian I. Nyby II | Michael Donovan |
| 28         | 16        | Alte Bekannte           | Syndrome      | 10. Feb. 1973        | 9. März 1993                          | Dennis Donnelly      | Michael Donovan |
| 29         | 17        | Tödliches Schweigen     | Honest        | 17. Feb. 1973        | 10. März 1993                         | Christian I. Nyby II | Daryl Henry     |
| 30         | 18        | Der böse Geist          | Seance        | 24. Feb. 1973        | 11. März 1993                         | Georg Fenady         | Preston Wood    |
| 31         | 19        | Hundeelend              | Boot          | 3. März 1973         | 12. März 1993                         | Christian I. Nyby II | Preston Wood    |
| 32         | 20        | Ein schwerer Verdacht   | Rip-Off       | 10. März 1973        | 15. März 1993                         | Christian I. Nyby II | Michael Donovan |
| 33         | 21        | In der Falle            | Audit         | 7. Apr. 1973         | 16. März 1993                         | Georg Fenady         | Preston Wood    |

## Staffel 3
| Nr. (ges.) | Nr. (St.) | Deutscher Titel           | Originaltitel           | Erstausstrahlung USA | Deutschsprachige Erstausstrahlung (D) | Regie                | Drehbuch            |
| ---------- | --------- | ------------------------- | ----------------------- | -------------------- | ------------------------------------- | -------------------- | ------------------- |
| 34         | 1         | Keine Chance              | Frequency               | 22. Sep. 1973        | 17. März 1993                         | Dennis Donnelly      | Kenneth Dorward     |
| 35         | 2         | Zwei echte Liebhaber      | The Old Engine          | 29. Sep. 1973        | 18. März 1993                         | Christian I. Nyby II | Preston Wood        |
| 36         | 3         | Alles für die Katz        | Alley Cat               | 6. Okt. 1973         | 19. März 1993                         | Alan Crosland        | Charlene Sukins     |
| 37         | 4         | Ein Kollege und Gentlemen | An English Visitor      | 13. Okt. 1973        | 22. März 1993                         | Alan Crosland        | Michael Donovan     |
| 38         | 5         | Bestraft                  | Heavyweight             | 20. Okt. 1973        | 23. März 1993                         | Dennis Donnelly      | Kenneth Dorward     |
| 39         | 6         | Hilfe in der Wildnis      | Snakebite               | 27. Okt. 1973        | 24. März 1993                         | Georg Fenady         | Carroll Christensen |
| 40         | 7         | Qual der Wahl             | The Promotion           | 3. Nov. 1973         | 25. März 1993                         | Christian I. Nyby II | Preston Wood        |
| 41         | 8         | Ein ganz wacher Junge     | Insomnia                | 10. Nov. 1973        | 26. März 1993                         | Dennis Donnelly      | Robert Hamner       |
| 42         | 9         | Die Erbschaft             | Inheritance Tax         | 17. Nov. 1973        | 29. März 1993                         | Dennis Donnelly      | Arnold Somkin       |
| 43         | 10        | Schrei der Angst          | Zero                    | 24. Nov. 1973        | 30. März 1993                         | Christian I. Nyby II | Brian Taggert       |
| 44         | 11        | Wahnsinn                  | The Promise             | 1. Dez. 1973         | 31. März 1993                         | Alan Crosland        | Dee Murphey         |
| 45         | 12        | Vergiftet!                | Body Language           | 8. Dez. 1973         | 1. Apr. 1993                          | Dennis Donnelly      | Arthur Weiss        |
| 46         | 13        | Überredet                 | Understanding           | 15. Dez. 1973        | 2. Apr. 1993                          | Georg Fenady         | Preston Wood        |
| 47         | 14        | Der Irrtum                | Computer Error          | 22. Dez. 1973        | 5. Apr. 1993                          | Joel Oliansky        | John Groves         |
| 48         | 15        | Flammendes Inferno        | Inferno                 | 5. Jan. 1974         | 6. Apr. 1993                          | Christian I. Nyby II | Brian Taggert       |
| 49         | 16        | Das Phantom               | Messin' Around          | 12. Jan. 1974        | 7. Apr. 1993                          | Richard Newton       | Dennis Landa        |
| 50         | 17        | Fehldiagnose              | Fools                   | 19. Jan. 1974        | 8. Apr. 1993                          | Joseph Pevney        | Eric Kaldor         |
| 51         | 18        | Die grünen Freunde        | How Green Was My Thumb? | 26. Jan. 1974        | 13. Apr. 1993                         | Christian I. Nyby II | John Groves         |
| 52         | 19        | Stunden der Angst         | The Hard Hours          | 2. Feb. 1974         | 14. Apr. 1993                         | Christian I. Nyby II | Arnold Somkin       |
| 53         | 20        | Die Putzmaschine          | Floor Brigade           | 9. Feb. 1974         | 15. Apr. 1993                         | Dennis Donnelly      | Roland Wolpert      |
| 54         | 21        | Die Pechsträhne           | Propinquity             | 16. Feb. 1974        | 16. Apr. 1993                         | Georg Fenady         | Preston Wood        |
| 55         | 22        | Fast genial               | Inventions              | 23. Feb. 1974        | 19. Apr. 1993                         | Kevin Tighe          | John Groves         |

## Staffel 4
| Nr. (ges.) | Nr. (St.) | Deutscher Titel        | Originaltitel              | Erstausstrahlung USA | Deutschsprachige Erstausstrahlung (D) | Regie                | Drehbuch                         |
| ---------- | --------- | ---------------------- | -------------------------- | -------------------- | ------------------------------------- | -------------------- | -------------------------------- |
| 56         | 1         | Die Filmstory          | The Screenwriter           | 14. Sep. 1974        | 20. Apr. 1993                         | Georg Fenady         | Eric Brown                       |
| 57         | 2         | Die Experten           | I'll Fix It                | 21. Sep. 1974        | 21. Apr. 1993                         | Georg Fenady         | John Groves                      |
| 58         | 3         | Rufmord                | Gossip                     | 28. Sep. 1974        | 22. Apr. 1993                         | Kevin Tighe          | Preston Wood                     |
| 59         | 4         | Der Wettkönig          | Nagging Suspicion          | 5. Okt. 1974         | 23. Apr. 1993                         | Christian I. Nyby II | Joseph Polizzi                   |
| 60         | 5         | Verblüffend anders     | Communication Gaffe        | 12. Okt. 1974        | 26. Apr. 1993                         | Georg Fenady         | Charlene Bralver, Robert Bralver |
| 61         | 6         | Die Krankenparty       | Surprise                   | 19. Okt. 1974        | 27. Apr. 1993                         | Joseph Pevney        | Preston Wood                     |
| 62         | 7         | Die schöne Neue        | Daisy's Pick               | 2. Nov. 1974         | 28. Apr. 1993                         | Don Richardson       | John Groves                      |
| 63         | 8         | Fauler Zauber          | Quicker Than The Eye       | 9. Nov. 1974         | 28. Apr. 1993                         | Don Richardson       | Arthur Weiss                     |
| 64         | 9         | Die Verbesserung       | Foreign Trade              | 16. Nov. 1974        | 30. Apr. 1993                         | James Gavin          | Rick Mittleman                   |
| 65         | 10        | Der Starfotograf       | Camera Bug                 | 23. Nov. 1974        | 3. Mai 1993                           | Richard Bennett      | Rick Mittleman                   |
| 66         | 11        | Ungeschick läßt grüßen | The Firehouse Four         | 30. Nov. 1974        | 4. Mai 1993                           | Joseph Pevney        | John Groves                      |
| 67         | 12        | Die Täuschung          | Details                    | 7. Dez. 1974         | 5. Mai 1993                           | Georg Fenady         | Michael Norell                   |
| 68         | 13        | Das Prunkstück         | Parade                     | 21. Dez. 1974        | 6. Mai 1993                           | Georg Fenady         | Preston Wood                     |
| 69         | 14        | Bärenstark             | The Bash                   | 28. Dez. 1974        | 7. Mai 1993                           | Christian I. Nyby II | Preston Wood                     |
| 70         | 15        | Gute Freunde           | Transition                 | 4. Jan. 1975         | 10. Mai 1993                          | Georg Fenady         | John Groves                      |
| 71         | 16        | Mißtrauisch            | Smoke Eater                | 11. Jan. 1975        | 11. Mai 1993                          | Joseph Pevney        | Edwin Self                       |
| 72         | 17        | Fantasien              | Kidding                    | 18. Jan. 1975        | 12. Mai 1993                          | Wesley J. McAfee     | Roland Wolpert                   |
| 73         | 18        | Magie?                 | Prestidigitation           | 25. Jan. 1975        | 13. Mai 1993                          | Christian I. Nyby II | Robert Hamner                    |
| 74         | 19        | Strategie ist alles    | It's How You Play The Game | 1. Feb. 1975         | 14. Mai 1993                          | Joseph Pevney        | Jim Carlson                      |
| 75         | 20        | Die Mäusejagd          | The Mouse                  | 8. Feb. 1975         | 17. Mai 1993                          | Christian I. Nyby II | Edwin Self                       |
| 76         | 21        | Zeitverschwendung      | Back-Up                    | 15. Feb. 1975        | 18. Mai 1993                          | Georg Fenady         | John Groves                      |
| 77         | 22        | Tierische Zeit         | 905-Wild                   | 1. März 1975         | 19. Mai 1993                          | Jack Webb            | Buddy Atkinson, Dick Conway      |

## Staffel 5
| Nr. (ges.) | Nr. (St.) | Deutscher Titel         | Originaltitel                | Erstausstrahlung USA | Deutschsprachige Erstausstrahlung (D) | Regie                | Drehbuch                                   |
| ---------- | --------- | ----------------------- | ---------------------------- | -------------------- | ------------------------------------- | -------------------- | ------------------------------------------ |
| 78         | 1         | Über den Wolken         | The Stewardess               | 13. Sep. 1975        | 21. Mai 1993                          | Christian I. Nyby II | Preston Wood                               |
| 79         | 2         | Der Autohandel          | The Old Engine Cram          | 20. Sep. 1975        | 24. Mai 1993                          | Dennis Donnelly      | Preston Wood                               |
| 80         | 3         | Wahlkampf               | Election                     | 27. Sep. 1975        | 25. Mai 1993                          | Bruce Bilson         | John Groves                                |
| 81         | 4         | Schlechtes Timing       | Equipment                    | 4. Okt. 1975         | 26. Mai 1993                          | Kevin Tighe          | Robert Hamilton                            |
| 82         | 5         | Ein glänzender Eindruck | The Inspection               | 11. Okt. 1975        | 28. Mai 1993                          | Georg Fenady         | Bruce Johnson                              |
| 83         | 6         | Die Auszubildende       | The Indirect Method          | 18. Okt. 1975        | 1. Juni 1993                          | Joel Oliansky        | Michael Norell                             |
| 84         | 7         | Der Meisterkoch         | Pressure 165                 | 25. Okt. 1975        | 2. Juni 1993                          | Georg Fenady         | Edwin Self                                 |
| 85         | 8         | –                       | One Of Those Days            | 1. Nov. 1975         | –                                     | Wes McAfee           | Claire Whitaker                            |
| 86         | 9         | Vorsicht Falle!         | The Lighter-Than-Air Man     | 15. Nov. 1975        | 27. Mai 1993                          | Joseph Pevney        | Preston Wood                               |
| 87         | 10        | Die geniale Erfindung   | Simple Adjustment            | 22. Nov. 1975        | 3. Juni 1993                          | Dennis Donnelly      | Robert Hamilton                            |
| 88         | 11        | Kleine Fische           | Tee Vee                      | 29. Nov. 1975        | 4. Juni 1993                          | Christian I. Nyby II | John Groves                                |
| 89         | 12        | –                       | On Camera                    | 6. Dez. 1975         | –                                     | Christian I. Nyby II | Claire Whitaker, Rod Peterson              |
| 90         | 13        | Das Schnäppchen         | Communications               | 13. Dez. 1975        | 7. Juni 1993                          | Dennis Donnelly      | Mark Saha                                  |
| 91         | 14        | Das Traumhaus           | To Buy Or Not To Buy         | 20. Dez. 1975        | 8. Juni 1993                          | Georg Fenady         | Keith A. Walker                            |
| 92         | 15        | –                       | Right at Home                | 10. Jan. 1976        | –                                     | Georg Fenady         | Preston Wood                               |
| 93         | 16        | –                       | The Girl on the Balance Beam | 17. Jan. 1976        | –                                     | Christian I. Nyby II | Robert Hamilton                            |
| 94         | 17        | –                       | Involvement                  | 24. Jan. 1976        | –                                     | Dennis Donnelly      | John Groves                                |
| 95         | 18        | –                       | Above and Beyond ... Nearly  | 31. Jan. 1976        | –                                     | Christian I. Nyby II | Preston Wood                               |
| 96         | 19        | –                       | Grateful                     | 7. Feb. 1976         | –                                     | Georg Fenady         | Michael Norell                             |
| 97         | 20        | –                       | The Great Crash Diet         | 21. Feb. 1976        | –                                     | Joseph Pevney        | Timothy Burns                              |
| 98         | 21        | –                       | The Tycoons                  | 28. Feb. 1976        | –                                     | Georg Fenady         | Robert Hamilton, Mark Massari, John Groves |
| 99         | 22        | –                       | The Nuisance                 | 6. März 1976         | –                                     | Randolph Mantooth    | Robert Hamilton                            |

## Staffel 6
| Nr. (ges.) | Nr. (St.) | Deutscher Titel | Originaltitel                | Erstausstrahlung USA | Deutschsprachige Erstausstrahlung (D) | Regie                | Drehbuch                            |
| ---------- | --------- | --------------- | ---------------------------- | -------------------- | ------------------------------------- | -------------------- | ----------------------------------- |
| 100        | 1         | –               | The Game                     | 25. Sep. 1976        | –                                     | Christian I. Nyby II | Christian I. Nyby II                |
| 101        | 2         | –               | Not Available                | 2. Okt. 1976         | –                                     | Cliff Bole           | Preston Wood                        |
| 102        | 3         | –               | The Unlikely Heirs           | 9. Okt. 1976         | –                                     | Georg Fenady         | Timothy Burns                       |
| 103        | 4         | –               | That Time of Year            | 23. Okt. 1976        | –                                     | Dennis Donnelly      | Edward Robak, Mort Thaw             |
| 104        | 5         | –               | Fair Fight                   | 30. Okt. 1976        | –                                     | Kevin Tighe          | Preston Wood                        |
| 105        | 6         | –               | Rules of Order               | 6. Nov. 1976         | –                                     | Georg Fenady         | James G. Richardson                 |
| 106        | 7         | –               | The Exam                     | 13. Nov. 1976        | –                                     | Richard Bennett      | Tom Egan                            |
| 107        | 8         | –               | Captain Hook                 | 20. Nov. 1976        | –                                     | Christian I. Nyby II | Susan J. Alenick                    |
| 108        | 9         | –               | Computer Terror              | 4. Dez. 1976         | –                                     | Georg Fenady         | Bruce Shelly                        |
| 109        | 10        | –               | Welcome to Santa Rosa County | 25. Dez. 1976        | –                                     | Christian I. Nyby II | Preston Wood                        |
| 110        | 11        | –               | Paperwork                    | 8. Jan. 1977         | –                                     | Georg Fenady         | John Groves                         |
| 111        | 12        | –               | Loose Ends                   | 15. Jan. 1977        | –                                     | Dennis Donnelly      | Dee Murphey                         |
| 112        | 13        | –               | An Ounce of Prevention       | 22. Jan. 1977        | –                                     | Christian I. Nyby II | Edward Robak, Mort Thaw             |
| 113        | 14        | –               | Insanity Epidemic            | 5. Feb. 1977         | –                                     | Randolph Mantooth    | Robert Hamilton                     |
| 114        | 15        | –               | Breakdown                    | 12. Feb. 1977        | –                                     | Georg Fenady         | John Groves                         |
| 115        | 16        | –               | Family Ties                  | 19. Feb. 1977        | –                                     | Cliff Bole           | Michael Raschella, Carole Raschella |
| 116        | 17        | –               | Bottom Line                  | 26. Feb. 1977        | –                                     | Dennis Donnelly      | Robert Bralver, Charlene Bralver    |
| 117        | 18        | –               | Firehouse Quintet            | 5. März 1977         | –                                     | Georg Fenady         | Christian I. Nyby II                |
| 118        | 19        | –               | The Boat                     | 12. März 1977        | –                                     | Georg Fenady         | Hannah Shearer                      |
| 119        | 20        | –               | Isolation                    | 19. März 1977        | –                                     | Georg Fenady         | John Groves                         |
| 120        | 21        | –               | Limelight                    | 26. März 1977        | –                                     | Christian I. Nyby II | James G. Richardson                 |
| 121        | 22        | –               | Upward and Onward            | 2. Apr. 1977         | –                                     | Dennis Donnelly      | Michael Norell                      |
| 122        | 23        | –               | Hypochondri-Cap              | 16. Apr. 1977        | –                                     | Dennis Donnelly      | Bruce Shelly                        |
| 123        | 24        | –               | All Night Long               | 28. Mai 1977         | –                                     | Georg Fenady         | Kevin Tighe                         |

## Fernsehfilme
| Nr. (ges.) | Nr. (St.) | Deutscher Titel | Originaltitel                       | Erstausstrahlung USA | Deutschsprachige Erstausstrahlung (D) | Regie                | Drehbuch                                              |
| ---------- | --------- | --------------- | ----------------------------------- | -------------------- | ------------------------------------- | -------------------- | ----------------------------------------------------- |
| 1          | 1         | –               | The Steel Inferno                   | 7. Jan. 1978         | –                                     | Georg Fenady         | Preston Wood, R.A. Cinader                            |
| 2          | 2         | –               | Survival on Charter #220            | 25. März 1978        | –                                     | Christian I. Nyby II | Christian I. Nyby II, Hannah L. Shearer, R.A. Cinader |
| 3          | 3         | –               | Most Deadly Passage                 | 4. Apr. 1978         | –                                     | Christian I. Nyby II | Michael Donovan                                       |
| 4          | 4         | –               | Greatest Rescues of Emergency!      | 31. Dez. 1978        | –                                     | R. A. Cinader        | R. A. Cinader                                         |
| 5          | 5         | –               | What’s a Nice Girl Like you Doing…? | 26. Juni 1979        | –                                     | Georg Fenady         | Michael Donovan, Hannah L. Shearer                    |
| 6          | 6         | –               | The Convention                      | 3. Juli 1979         | –                                     | Georg Fenady         | R. A. Cinader, Hannah L. Shearer                      |